# Matthias Jacob
Matthias Jacob (Ohrdruf, 2 aprile 1960) è un ex biatleta e allenatore di biathlon tedesco, vincitore di varie medaglie olimpiche e iridate. Durante la sua carriera agonistica gareggiò per la nazionale tedesca orientale.
È marito della fondista Carola Anding, a sua volta sciatrice nordica di alto livello.

## Biografia

### Carriera da atleta
In carriera prese parte a due edizioni dei Giochi olimpici invernali, Sarajevo 1984 (3° nella sprint, 4° nella staffetta) e Calgary 1988 (9° nell'individuale, 5° nella staffetta), e a sei dei Campionati mondiali, vincendo sette medaglie.

### Carriera da allenatore
Dopo il ritiro divenne allenatore di biathlon nei quadri della nazionale svizzera.

## Palmarès

### Olimpiadi
- 1 medaglia:
  - 1 bronzo (sprint[2] a Sarajevo 1984)

### Mondiali
- 7 medaglie:
  - 3 ori (staffetta a Lahti 1981; staffetta a Minsk 1982; staffetta a Lahti/Lake Placid 1987)
  - 4 argenti (staffetta ad Anterselva 1983; staffetta a Egg am Etzl/Ruhpolding 1985; staffetta a Falun/Oslo 1986; sprint[2] a Lahti/Lake Placid 1987)

### Coppa del Mondo
- Miglior piazzamento in classifica generale: 2º nel 1982
- 4 podi (tutti individuali[3]), oltre a quelli conquistati in sede olimpica e iridata e validi anche ai fini della Coppa del Mondo:
  - 2 vittorie
  - 1 secondo posto
  - 1 terzo posto

#### Coppa del Mondo - vittorie
| Data          | Località    | Nazione  | Spec. |
| ------------- | ----------- | -------- | ----- |
| 15 marzo 1986 | Boden       | Svezia   | SP    |
| 12 marzo 1987 | Lillehammer | Norvegia | IN    |

Legenda:

IN = Individuale

SP = Sprint